# Vila Nova dos Martírios
Vila Nova dos Martírios est une municipalité brésilienne située dans l'État du Maranhão.